# کورلاچه
کورلاچه (به صربی: Korlaće) یک منطقهٔ مسکونی در صربستان است که در Raška واقع شده‌است. کورلاچه ۵۲۹ نفر جمعیت دارد.